# Tim Wilkinson (műfordító)
Tim Wilkinson (1947. február 9. – 2020. szeptember 16.) brit műfordító. Leginkább Kertész Imre és Szentkuthy Miklós műveinek angol nyelvű fordításairól ismert.

## Életrajz
Timothy Wilkinson a walesi Haverfordwestben született, Peter Wilkinson geológus és Lukács-Popper Éva pozsonyi születésű tudományos tisztviselő gyermekeként. Sheffieldben nőtt fel, majd a Liverpooli Egyetemen folytatott biokémiai tanulmányokat. Magyarországra 1964-ben érkezett először, hogy a nagymamáját - aki Lukács György filozófus testvére volt - meglátogassa. Közben Svájcban és Németországban dolgozott egy gyógyszeripari vállalatnál, majd 1970-ben Budapestre költözött, és a Központi Fizikai Kutató Intézetben dolgozott mint az angol nyelvű kiadványok nyelvi lektora. Úgy érkezett, hogy nem tudott magyarul, és magyar feleségével, Kertész Wilkinson Irén népzenekutatóval Budapesten élve tanulta meg a nyelvet.
Először - hobbiból - szakirodalmat, majd magyar történelemmel foglalkozó műveket fordított, és csak a kilencvenes évek végén kezdett szépirodalmi művek fordításába, miután elborzadt Kertész Kaddis a meg nem született gyermekért című művének meglévő angol fordításától. Aggályosnak találta a magyar irodalom angol fordításának általános hiányát is, megjegyezve, hogy Németországban évente átlagosan tízszer több magyar cím jelenik meg fordításban, mint az Egyesült Királyságban.
Wilkinson elkészítette a Sorstalanság új fordítását is, amely 2005-ben elnyerte a PEN America fordítási díját, 2006-ban pedig a Jewish Quarterly-Wingate-díjat. Rendszeresen jelentek meg fordításai a The Hungarian Quarterly című folyóiratban. Szakmai életének utolsó részét Szentkuthy Miklós fordításának szentelte. Több fordítása még kiadatlan.

## Fordításai
- László Gyula: The Magyars. Their life and civilisation (A honfoglaló magyarok); Budapest, Corvina, 1996
- H. Balázs Éva: Hungary and the Habsburgs, 1765-1800. An experiment in enlightened absolutism (Bécs és Pest-Buda a régi századvégen); Budapest, CEU-Press, 1997
- Romsics Ignác: Hungary in the twentieth century (Magyarország története a XX. században); Budapest, Corvina, Osiris, 1999
- Kertész Imre: Fatelessness (Sorstalanság); New York, Vintage, 2004
  - Fateless; London, Vintage, 2006
- Kertész Imre: Kaddish for an unborn child (Kaddis a meg nem született gyermekért); New York, Vintage, 2004
- Ács Irén: Keep it safe! Jewish life in a Hungarian town ("Őrizd meg..."); Oxford, Boulevard, 2004
- Kertész Imre: Liquidation (Felszámolás); New York, Knopf, 2004
- Bächer Iván: Magyar menu (Vándorbab - részletek); Oxford, Boulevard, 2004
- Kertész Imre: Detective story (Detektívtörténet); New York, Knopf, 2008
- Zilahy Péter: The last window-giraffe. A picture dictionary for the over fives (Az utolsó ablakzsiráf); London, New York, Delhi, Anthem Press, 2008
- Kertész Imre: The pathseeker (Nyomkereső);  Brooklyn, Melville House, 2008
- Kertész Imre: The Union Jack (Az angol lobogó); Brooklyn, Melville House, 2009
- Legendary Danube. Contemporary writers on the river. szerkesztette Nagy Gabriella és Sebők Marcell, társfordító Orzóy Ágnes; Budapest, Hungarofest, 2011
- Kertész Imre: Fiasco (A kudarc); Brooklyn, Melville House, 2011
- Szentkuthy Miklós: St. Orpheus breviary. Vol. 1., Marginalia on Casanova (Szent Orpheus breviáriuma 1. kötet, Széljegyzetek Casanovához); New York, Contra Mundum Press, 2012
- Mészöly Miklós: Death of an athlete (Az atléta halála); Liverpool, Bluecoat Press, 2012
- Kertész Imre: Dossier K. (K. dosszié); Brooklyn, London, Melville House, 2013
- Szentkuthy Miklós: Towards the one & only metaphor (Az egyetlen metafora felé); New York, Berlin, Contra Mundum Press, 2013
- Sándor Iván: Legacy (Követés); London, Chicago, Owen, 2014
- Szentkuthy Miklós: Prae. Vol. 1. (Prae 1. kötet); New York, London, Melbourne, Contra Mundum Press, 2014
- Földényi F. László: Melancholy (Melankólia); New Haven, Yale Univ. Press, 2016

## Fordítás
Ez a szócikk részben vagy egészben  a   Tim Wilkinson (translator) című angol Wikipédia-szócikk ezen változatának fordításán alapul.  Az eredeti cikk szerkesztőit annak laptörténete sorolja fel. Ez a jelzés csupán a megfogalmazás eredetét és a szerzői jogokat jelzi, nem szolgál a cikkben szereplő információk forrásmegjelöléseként.